# Галушкин, Николай Васильевич
Никола́й Васи́льевич Галу́шкин (1893—1964) — офицер Собственного Е. И. В. Конвоя, герой Первой мировой войны, участник Белого движения.

## Биография
Казак станицы Темнолесской Кубанского казачьего войска. Сын офицера казачьей сотни юнкеров Николаевского кавалерийского училища. Старший брат Михаил (1889—1960) — полковник, военный педагог, в эмиграции во Франции.
Окончил Воронежский кадетский корпус (1911) и Николаевское кавалерийское училище (1913), откуда выпущен был хорунжим в 1-й Екатеринодарский казачий полк. С началом Первой мировой войны был назначен во 2-й Екатеринодарский казачий полк. Высочайшим приказом от 23 октября 1916 года пожалован Георгиевским оружием
За то, что, будучи младшим офицером 2-го Екатеринодарского полка Кубанского казачьего войска и находясь с полусотней казаков 2-й сотни при 125-м пехотном Курском полку, во время боя 12-го ноября 1914 года при д. Ситовец, когда этот последний полк пошел в атаку, он, с вверенными ему казаками бросился во фланг противника, чем способствовал успеху атаки. 19-го ноября 1914 года, по приказанию командира бригады, генерал-майора барона Бера, хорунжий Галушкин с разъездом в 12 человек отправился для снятия кроки с укрепленной Краковской позиции. Пройдя с. Величку, разъезд был обстрелян артиллерийским огнём противника со стороны с. Богенице, а когда разъезд переменил направление на с. Кржисковице, то наткнулся на пехоту противника, которая из окопов обстреляла его сильным ружейным огнём. Отойдя назад хорунжий Галушкин, спешившись, отправил разъезд в с. Величка, а сам с вахмистром Кошенским и урядником Полянским пешком направился к неприятельским окопам; по дороге встретил двух австрийских дозорных, которых вмиг схватил, обезоружил и отправил с урядником Полянским к разъезду в с. Величка, сам же с вахмистром Кошенским ползком миновал неприятельские окопы и залег в пункте, с которого легко было снять один форт и целый ряд окопов, составляющих крепостную укрепленную позицию. Сняв кроки, хорунжий Галушкин принужден был оставаться до наступления темноты, так как почти везде ходили дозорные противника, а ночью благополучно возвратился в с. Величка и представил снятые кроки укреплений командиру 125-го пехотного Курского полка.
Временно командовал сотней 2-го Екатеринодарского полка. С 12 января 1916 года был прикомандирован к Собственному Е. И. В. Конвою, произведен в сотники, а 4 октября 1916 года переведен хорунжим в лейб-гвардии 2-ю Кубанскую казачью сотню Собственного Е. И. В. Конвоя. После Февральской революции и переформирования Конвоя в Кубанский и Терский гвардейские казачьи дивизионы, хорунжий Галушкин был перечислен в Кубанский гвардейский казачий дивизион.
В Гражданскую войну участвовал в Белом движении на Юге России. В составе отряда из офицеров Конвоя вступил в 1-й Кубанский поход Добровольческой армии. В 1918 году был произведен в есаулы. В Вооруженных силах Юга России и Русской армии барона Врангеля служил в Кубанском гвардейском дивизионе (в эмиграции именовался Дивизион лейб-гвардии Кубанских и Терской сотен или Гвардейский дивизион). На 1920 год — войсковой старшина, помощник командира дивизиона полковника В. Э. Зборовского. В ноябре 1920 года эвакуировался из Крыма на остров Лемнос, в 1921 году — в составе своего дивизиона в лагере Калоераки.
В эмиграции в Югославии. Состоял помощником командира 3-го Сводно-Кубанского полка, затем помощником командира Дивизиона лейб-гвардии Кубанских и Терской сотен. Вместе с генерал-майором Зборовским сумел сохранить Гвардейский дивизион как строевую воинскую часть. К 1941 году с чинами дивизиона находился на работах в местечке Белище близ Осиека. С началом формирования Русского корпуса 29 октября 1941 года прибыл с дивизионом в Топчидерские казармы Белграда. По воспоминаниям К. Ф. Синькевича:

В Корпус под командой полковника Галушкина прибыл и Гвардейский дивизион, чины которого сохранили свои формы, холодное оружие, штандарты, знамёна. Появление гвардейцев со знаменами, своим оркестром на правом фланге вызвало восторг присутствующих, слезы на глазах добровольцев.

31 октября 1941 года назначен командиром Гвардейской сотни 1-го полка. 1 января 1943 года произведен в полковники. 15 февраля 1944 года назначен командиром 1-го батальона 5-го полка. Отличился в бою с партизанами 1—2 мая 1944 года в районе села Мравинци, отбив все атаки превосходных сил противника и несколько раз переходя в контратаку. Был тяжело ранен в бою у Зеницы 11 декабря 1944 года и эвакуирован на излечение в Мюнхен. После окончания Второй мировой войны переехал в США. Состоял помощником командира дивизиона Конвоя А. И. Рогожина. Занимался организационной работой в Союзе чинов Русского корпуса, к 150-летию своей части составил исторический обзор «Собственный Его Императорского Величества Конвой» (Сан-Франциско, 1961).
Скончался в 1964 году в Лос-Анджелесе. Похоронен на Голливудском кладбище. Был женат на Евгении Карамановне Ардишвили (1896—1989).